# Jurandir Fatori
Jurandir Fatori, conhecido como Jura (Piracicaba, 12 de junho de 1971), é um ex-futebolista brasileiro que atuava como lateral-direito.

## Carreira
Iniciou carreira no Guarani. Integrou no primeiro semestre de 1991 a campanha vice-campeã da série B do Brasileirão daquele ano para o Paysandu. No segundo semestre, o Guarani foi semifinalista do campeonato paulista de 1991.
Ao fim do primeiro semestre de 1992, ele e outros três jogadores da equipe de Campinas - Cacaio, Valdeir e Julimar - foram emprestados ao próprio Paysandu. Os quatro chegaram a marcar gols em vitória amistosa de 5-1 sobre o  o Tiradentes, em 2 de julho. No mesmo mês, os quatro também participaram de vitória amistosa de 4-0 sobre o Peñarol, no dia 27, ocasião na qual Jura salvou em cima da linha, com o peito, a chance de gol mais clara dos uruguaios, com o placar ainda em 2-0.
Contudo, ainda restavam pendências financeiras no empréstimo; após três meses de indefinição, ao fim de agosto de 1992 o presidente do Guarani deliberou em dividir entre a dupla Re-Pa os quatro jogadores inicialmente emprestados ao Paysandu: Valdeir e Julimar permaneceram na Curuzu, por 50 mil, enquanto Jura e Cacaio foram direcionados por 100 mil ao Remo, ambos negócios em dólares. O campeonato paraense de 1992 havia começado no início do mês e o "Leão" aspirava a um tetracampeonato estadual seguido. Contudo, embora vencesse os dois primeiros clássicos do certame e ganhasse o primeiro turno, acabou derrotado nos quatro Re-Pas seguintes pelo certame (entre o segundo turno e as duas finalíssimas) e assim terminou apenas vice-campeão.
O auge de Jura foi atuando pelo São Paulo. Em 1993, num lance contra o Flamengo, levou um carrinho de Casagrande, que pegou o pé direito de Jura, que teve constatada a lesão do ligamento, deixando cinco meses afastado. Ainda no mesmo ano, foi Campeão do Mundo pelo clube.
No final de 1994, ainda atuou em alguns jogos pelo Flamengo.
Em 13 de fevereiro de 1999, foi pego por doping, quando jogava pela Inter de Limeira. Depois que seu exame teve resultado positivo e ele foi desligado da Inter.
Ao retornar ao esporte, jogou no Avaí FC, SE Matonense e encerrou a carreira no XV de Piracicaba.

### Pós-carreira
Após aposentado, trabalhou em alguns clubes no cargo de técnico, como no São José EC ou como professor de escolinha de futebol ou ainda como manobrista de carros em sua cidade natal.
Admitiu falência após aposentadoria.

## Títulos
São Paulo
- Copa Intercontinental: 1993[1]